# Corrado Fabi
Corrado Fabi (Milano, Italija, 12. travnja 1961.) je bivši talijanski vozač automobilističkih utrka i mlađi brat Tea Fabija. 
Nakon 1980. gdje je osvojio treće mjesto u Europskoj Formuli 3, i četvrtoj mjesto u Talijanskoj Formuli 3, Corrado se 1981. i 1982. natjecao u Europskoj Formuli 2 za momčad Roloil Racing. U prvoj sezoni je s pobjedom na Mugellu i još tri postolja, osvojio ukupno 29 bodova i peto mjesto u konačnom poretku vozača, dok je sljedeće 1982. s četiri pobjeda i još dva postolja, osvojio naslov prvaka s 57 bodova.
U Formuli 1 je debitirao 1983. u Oselli, dok je 1984. vozio tri utrke u Brabhamu kao zamjena za svog brata Tea Fabija. Najbolji rezultat ostvario je na svojoj posljednjoj utrci u Dallasu, kada je osvojio sedmo mjesto.
Zajedno s Alessandrom Nanninijem u bolidu Lancia Martini LC1, osvojio je drugo mjesto na utrci 1000 km Mugella 1982. Odvezao je i nekoliko utrka u IndyCaru 1984., no bez većih uspjeha.

## Vanjske poveznice
- Corrado Fabi - Driver Database
- Corrado Fabi - Stats F1
- All Results of Corrado Fabi - Racing Sports Cars